# زين سميث (لاعب كرة قاعدة)
زين سميث (بالإنجليزية: Zane Smith) هو لاعب كرة قاعدة أمريكي، ولد في 28 ديسمبر 1960 في ماديسون في الولايات المتحدة.

## وصلات خارجية
- زين سميث على موقعبيزبول رفرنس.كوم (الدوري الرئيسي) (الإنجليزية)
- زين سميث على موقعبيزبول رفرنس.كوم (الدوري الثانوي) (الإنجليزية)